# Anniellidae
Anniellidae је мала фамилија гуштера сродна с фамилијом слепића (Anguidae). Садржи шест врста у једном роду Anniella.  Све врсте ове фамилије су редукованих екстремитета. 

## Класификација
У оквиру рода Anniella препознате су следеће врсте:
- Anniella alexanderae Pappenfuss & Parham, 2013
- Anniella campi Pappenfuss & Parham, 2013
- Anniella geronimensis Shaw, 1940
- Anniella grinnelli Pappenfuss & Parham, 2013
- Anniella pulchra Gray 1852
- Anniella stebbinsi Pappenfuss & Parham, 2013